# Michael Milhoan
Michael Milhoan, född 19 december 1957 i Saint Petersburg, Florida, är en amerikansk skådespelare.